# Apanteles locastrae
Apanteles locastrae är en stekelart som beskrevs av You och Tong 1987. Apanteles locastrae ingår i släktet Apanteles och familjen bracksteklar. Inga underarter finns listade i Catalogue of Life.